# Carol Hamilton
Carol Ann Hamilton, coniugata Goodale (Walsall, 12 dicembre 1963 – Oakville, 4 marzo 2006), è stata una cestista canadese.

## Carriera
Con il Canada ha disputato due edizioni dei Campionati mondiali (1986, 1990) e i Campionati americani del 1989.